# Релаксосома

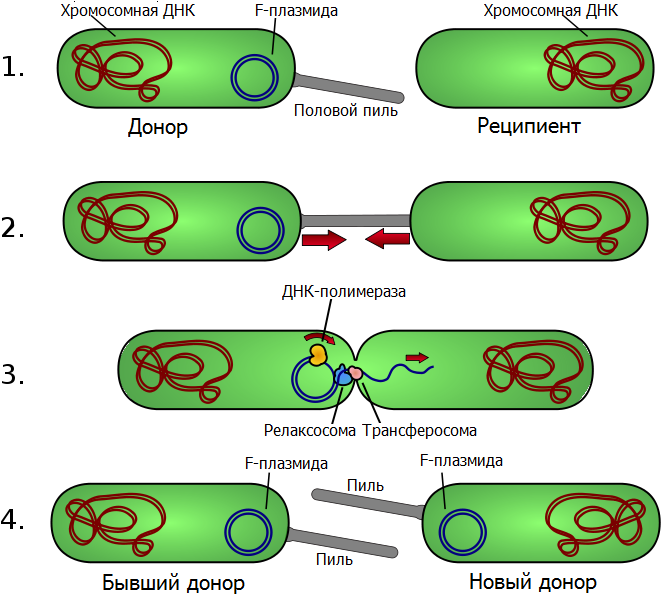
Схематическое изображение конъюгации у бактерий.
1. Клетка-донор выпускает половой пиль.
2. Пиль прикрепляется к клетке-реципиенту, соединяя две клетки.
3. В мобильной плазмиде происходит однонитевой разрыв, и одна цепь ДНК переходит в клетку-реципиент.
4. Обе клетки достраивают вторую цепь ДНК плазмиды, восстанавливая двуцепочечную кольцевую плазмиду, и образуют половые пили. Теперь обе клетки являются полноценными донорами.

Релаксосо́ма — комплекс белков, способствующих передаче плазмид при конъюгации у бактерий. Эти белки кодируются локусом tra, расположенным в точке разрыва (oriT). Наиболее важным из этих белков является фермент — эндонуклеаза релаксаза, который начинает процесс конъюгации, разрезая одну из цепей ДНК плазмиды  в сайте nic локуса oriT путём переэтерификации. Затем релаксосома закрепляется на разрезанной цепи (в локусе oriT) и раскручивает её, и раскрученная цепь 5'-концом переносится в клетку-реципиент. Раскручивание цепи также осуществляет релаксаза, которая обладает некоторыми свойствами хеликазы. Взаимодействие релаксосомы с цепью ДНК происходит за счёт интеграции специального фактора в сайт oriT. Этот фактор называется IHF (англ. integrated host factor).
Другие белки, входящие в состав релаксосомы:
- TraH, стабилизирующий формирование релаксосомы;
- TraI — собственно релаксаза;
- TraJ, укрепляющий релаксосому в сайте oriT;
- TraK, удерживающий цепь в состоянии однонитевого разрыва;
- TraY, делающий цепь однонитевой в локусе oriT;
- TraM играет частично важную роль в процессе конъюгации, он стимулирует образование раскрученной ДНК[1].